# Нотос
Нотос (грч. Νότος, лат. Notus) је бог јужног ветра.

## Митологија
Родитељи Нотоса су били титан Астреј и богиња праскозорја и јутарњег руменила неба, Еос.
Нотос је био веома моћан и опасан, а највише су га се бојали поморци, јер је он својом силином и својом необузданошћу задавао силне проблеме при пловидби, а многе је поморце и у смрт одвео.
Нотос се највише разбесни када на свом путу сусретне свог брата Бореја, и тада је његова снага највећа и тешко му је одолети. Именом Нотос није се само називао јужни ветар, већ и ветар сам по себи, а од бројних приказа Нотоса, најпознатији је онај на кули ветрова у близини Атине.